# Bat-mitsvah

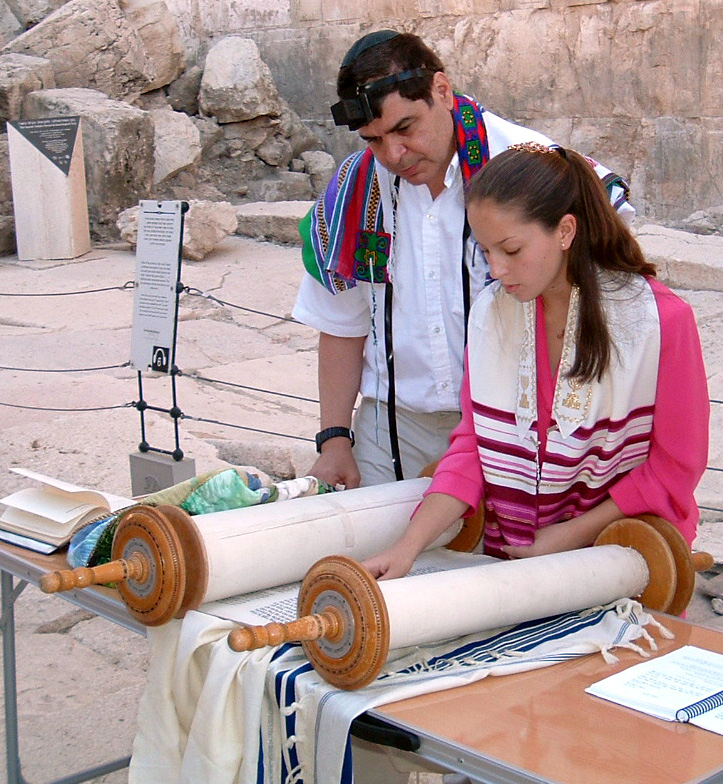
Bat-mitsvah du judaïsme conservateur.

La bat-mitsvah (en hébreu : בת מצווה), aussi appelée communion juive, est le pendant féminin de la bar-mitsvah, à savoir une cérémonie de confirmation religieuse, par laquelle la jeune fille juive marque sa majorité, en principe à l’âge de 12 ans.

## Historique
Le terme signifie littéralement « fille du commandement ». L'un des principaux « rites de passage » religieux dans la vie d’une femme juive. Cependant, la majorité religieuse des filles n’est marquée par une cérémonie que depuis récemment, et n’est prévue que dans le judaïsme non orthodoxe. Les formes de la cérémonie sont moins fixées par la tradition que dans le cas des garçons.
La bar-mitsvah s’est développée progressivement au Moyen Âge en Europe, alors que la bat-mitsvah est apparue plus récemment aux Etats-Unis.
La première cérémonie de bat-mitsvah aux États-Unis a été celle de la fille du rabbin Mordecai Kaplan (fondateur du courant reconstructionniste), aux États-Unis en 1922. La bat-mitsvah n’a commencé à se diffuser (aux États-Unis d’abord) que dans les années 1950.  
Le rabbin Yoseph Chaim (1883-1909) dans Ben Ich Haï note que la bat-mitsvah devrait être un jour de célébration. 
Dans le judaïsme libéral ou « réformé » (Allemagne, États-Unis), ainsi que dans le judaïsme consistorial français, elle a été précédée au XIXe siècle  par une « confirmation », un peu sur le modèle chrétien.
À l’âge de 12 ans (chez les juifs orthodoxes), les jeunes filles deviennent responsables religieusement (cependant, les commandements religieux, ou mitsvot, qui s’appliquent aux filles ne sont pas les mêmes que pour les garçons). Toutefois, les jeunes filles ne montent pas à la Bimah (par exemple, c’est leur père qui sera appelé à la Torah pour y dire une bénédiction) : la fête est essentiellement privée.
La situation est différente dans le mouvement Massorti et chez les libéraux (une petite vingtaine de synagogues au total en France), où la bat-mitsvah est très similaire à la bar-mitsvah (sauf que la jeune fille ne porte généralement pas la kippa et les tephillin). La jeune fille peut monter à la téba. 
Ce n’est donc que dans ces synagogues que la bat-mitsvah est rigoureusement l’équivalent féminin de la bar-mitsvah : la jeune fille dirige en partie l’office, lit dans la Torah, fait un discours (dracha : commentaire des textes). 
Dans le judaïsme orthodoxe, où les femmes ne montent pas à la téba et où elles sont séparées des hommes, la célébration est extrêmement variable : pas de cérémonie du tout, cérémonie strictement familiale, cérémonie communautaire mais pas dans la synagogue elle-même, ou bien, comme cela se fait dans la grande synagogue de Bruxelles, dans la synagogue, mais un jour de semaine et non le shabbat (typiquement le dimanche ou le mercredi).